# 崔昌華
崔 昌華（チェ チャンファ、さい・しょうか、朝: 최 창화、1930年9月24日 - 1995年2月8日）は、在日コリアンの牧師。朝鮮平安北道出身。

## 略歴
ソウル新興大学卒業後、1954年に当時国交の無かった日本に密入国し、北九州市に違法に居住し始めた。1960年在日大韓基督教会小倉教会を開設し、そこの牧師になる。牧師としての活動の傍ら、日本の法律を学ぶ為八幡大学に入学、1966年に法律学科を卒業。後年、八幡大学では朝鮮語の講師も務めた。
外国人参政権問題について日本は在日韓国人に与えるよるように要求し、1975年に北九州市に公開質問状を送った。同年NHKを相手取り"韓国人名の発音を日本語読みにて放送するのは人権侵害である"と主張して訴訟を起こした。これは1988年の最高裁の最終判決で敗訴となる。また外国人指紋押捺に於いても拒否を貫き、韓国にはより厳しい国民と在韓外国人への指紋登録制度があるのにもかかわらず、日本には廃止を要求する主張をしていた。1995年死亡。享年64。娘はピアニストの崔善愛。

### 批判
戦後の国交のない日本に密入国したのにもかかわらず、在日韓国人としての特別永住権を手にいれた。更に民族主義的な裁判まで起こしていることに元韓国籍日本人呉善花から批判がある。
佐藤勝巳は半島に帰還した朝鮮人や崔のように密航で日本に戦後に来た者がいること、朝鮮戦争後に密入国後に偽装した朝鮮人が他人名義の登録証で特別永住者の権利を得ることが頻発したからこその指紋捺印制度があったとして批判している。また北朝鮮から工作員が偽造登録証を使っていたことから「韓国とは異なり、日本には工作員やその協力者を直接取締る法律は存在しない。北朝鮮からの工作員などの動きに、かろうじて間接的に対処できる法律は『出入国管理及び難民認定法』と『外国人登録法』による指紋押捺制度なのである」と批判して戦後に不法に入国していた崔や崔を祭り上げたマスコミや市民団体、左派政党やそれを支援・支持する組織な金嬉老と同じで犯罪者である者を自らの組織活動、政治運動やイデオロギーのために意図的に隠蔽して美化してきたと自らかつて属していた日本の左派団体と在日民族主義団体の内情を暴露している。

## 著書
- 『かちとる人権とは : 人間の尊厳を問う』（新幹社、1996年）
- 『名前と人権』（酒井書店、1979年）
- 『国籍と人権』（酒井書店、1975年）
- 『金嬉老事件と少数民族』（酒井書店、1968年）